# Madelyn
Madelyn ist ein weiblicher Vorname.

## Herkunft und Bedeutung
Der Name ist eine englische Variante von Madeline.
Weitere Varianten sind Madalyn, Madeleine, Madeline, Madelynn, Madilyn, Madlyn, Madelaine, Madelina und Madoline.

## Bekannte Namensträgerinnen
- Madelyn Byrne (* 1963), US-amerikanische Komponistin und Musikpädagogin
- Madelyn Davidson (1913–1998), US-amerikanische Politikerin
- Madelyn Pugh (1921–2011), US-amerikanische Drehbuchautorin und Fernsehproduzentin